# Tenzone

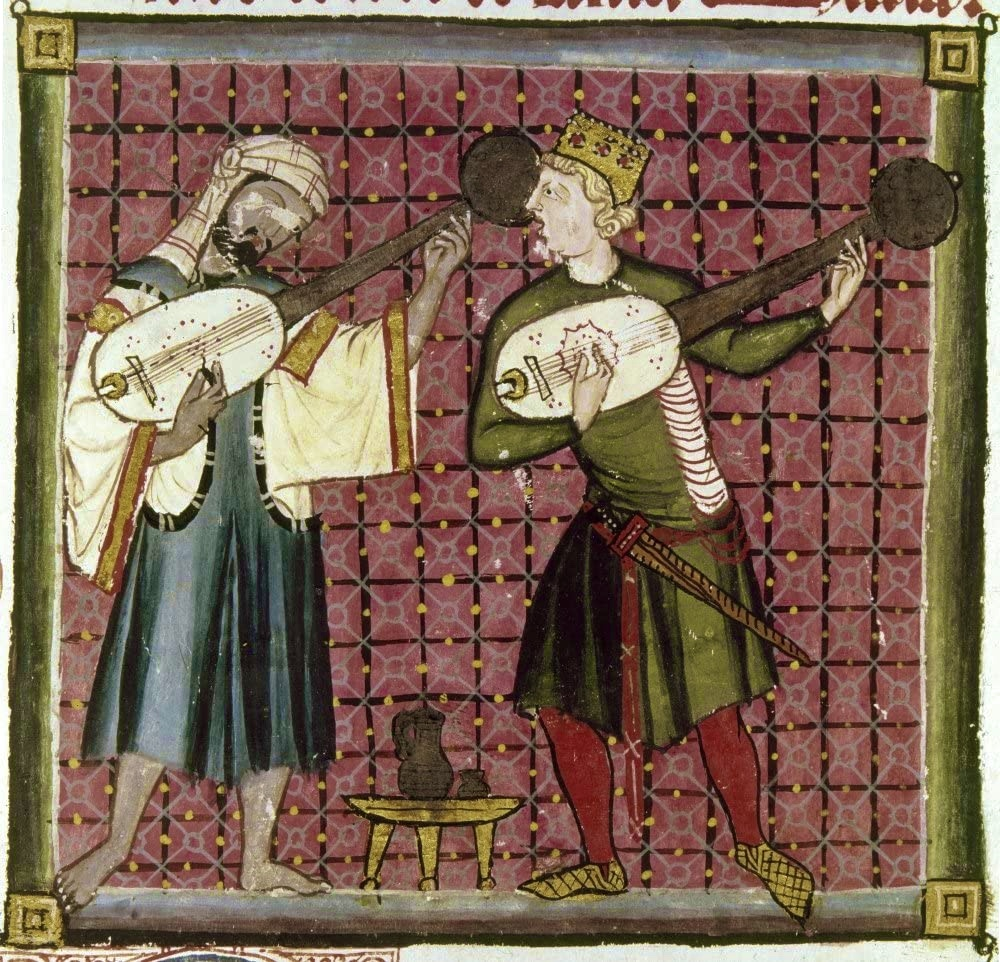
Una tenzone fra due trovatori

La tenzone, in occitano tenso o tenço [tenˈsu, teⁿˈsu], in catalano [tənˈso, tanˈso] (occitano moderno tenson, catalano moderno tençó, pl. tençons) è un genere poetico della letteratura medievale.
Consiste in un dibattito (in latino contentio) tra due o anche più interlocutori, i quali, esponendo tesi diverse, costruiscono a battute alterne un componimento.
La tematica è soggetta a variazioni: si va dalla questione amorosa alla politica e alla letteratura; anche il tono è vario, nelle varie circostanze: si va dalla sottigliezza intellettuale alla sboccata oscenità. La più antica tenzone è quella scambiata dai provenzali Ugo Catola e Marcabruno negli anni 1134-1136, che dibattono sull'amore (sensuale da un lato, etico-religioso dall'altro).
Fra le altre tenzoni di rilevanza letteraria, va ricordata la più famosa di quelle a tema letterario-stilistico, tra Raimbaut d'Aurenga, che difende il trobar clus, e Giraut de Bornelh, che difende il trobar leu.
In Italia la tenzone fa uso perlopiù della forma sonetto (vedi quella del 1241 fra Iacopo da Lentini e l'Abate di Tivoli, sulla natura dell'amore, cui parteciparono anche Jacopo Mostacci e Pier della Vigna).
L'uso dura ancora presso gli stilnovisti: famosa la tenzone tra Dante Alighieri e Forese Donati.
Per quanto concerne la poesia trobadorica, i generi strettamente correlati alla tenzone comprendono il partimen e lo scambio di coblas. Un'altra stretta variante, dove i due oratori vengono giudicati da un terzo, è chiamata contenson o contenço (parola occitana che significa competizione).

## La tenzone nel trobadorismo galiziano-portoghese
Nella lirica medievale galiziano-portoghese la tenzone (tenzón) è un genere minore delle cantigas de escarnio, oltre che un sottogenere in cui vengono a confrontarsi o scontrarsi fra loro gli xograres (giullari) e trovatori. Nell'Arte de Trobar le tenzoni possono essere d'amore, d' amicizia o di escarnio, ma oggi si tende a parlare di tenzone come una varietà delle cantigas de escarnio e maldizer.
Si conservano trenta tenzoni galiziano-portoghesi: 28 sono burlesche e due d'amore. Questo genere ebbe il suo apogeo al tempo di Alfonso X il Saggio, in quanto quasi tutte le composizioni risalgono al periodo che va dal 1250 al 1280.